# Mark Lenzi
Mark Edward Lenzi (Huntsville, 4 luglio 1968 – Greenville, 9 aprile 2012) è stato un tuffatore statunitense. Nel 2003 è stato inserito nell'International Swimming Hall of Fame.

## Palmarès
Olimpiadi
- 2 medaglie:
  - 1 oro (trampolino 3 metri a Barcellona 1992)
  - 1 bronzo (trampolino 3 metri a Atlanta 1996).

Mondiali
- 1 medaglia:
  - 1 argento (trampolino 1 metro a Perth 1991).

Giochi panamericani
- 1 medaglia:
  - 1 oro (trampolino 1 metro a L'Avana 1991).

Coppa del Mondo
- Vincitore della Coppa del Mondo del trampolino 1m nel 1989
- Vincitore della Coppa del Mondo del trampolino 3m nel 1990